# Пелонсильо (горы)
Пелонси́льо (англ. Peloncillo Mountains, от испанского pelón — «лысый», peloncillo — «лысеющий, немного лысый») — крупный линейный горный хребет длиной 56 км (35 миль), расположенный в юго-западной части округа Хидалго, Нью-Мексико, и в округе Кочис, Аризона, а также частично в регионе Бутил, Нью-Мексико.

## Расположение и описание
Горы Пелонсильо располагаются в районе юго-востока Аризоны, юго-запада Нью-Мексико, северо-востока Соноры и крайнего северо-запада Чиуауа. Это высокий горный хребет, окружённый равнинами и долинами с изолированной фауной и флорой. Между некоторыми долинами существуют коридоры; другие в основном изолированы. Горы Пелонсильо в основном простираются с севера на юг, но изгибаются на северо-восток на северном конце. Они параллельны юго-западной и северо-восточной части долины Сан-Бернардино в Аризоне. Крайняя юго-западная оконечность хребта находится в Аризоне.
В горах Пелонсильо находится Каньон скелетов, соединяющий долину Анимас в Нью-Мексико с долиной  Сан-Саймон в Аризоне. Каньон скелетов когда-то был основным маршрутом между Соединёнными Штатами и Мексикой как для легального, так и для нелегального трафика. Первоначально известный как Каньон Гуадалупе, этот район со временем стал называться Каньоном скелетов из-за большого количества человеческих и коровьих костей, устлавших его после многочисленных перегонов скота из Мексики. Каньон был местом нескольких сражений периода Дикого Запада.
Самая высокая вершина — Грей-Маунтин; высота 2 112 метров (6 928 футов).

## Галерея

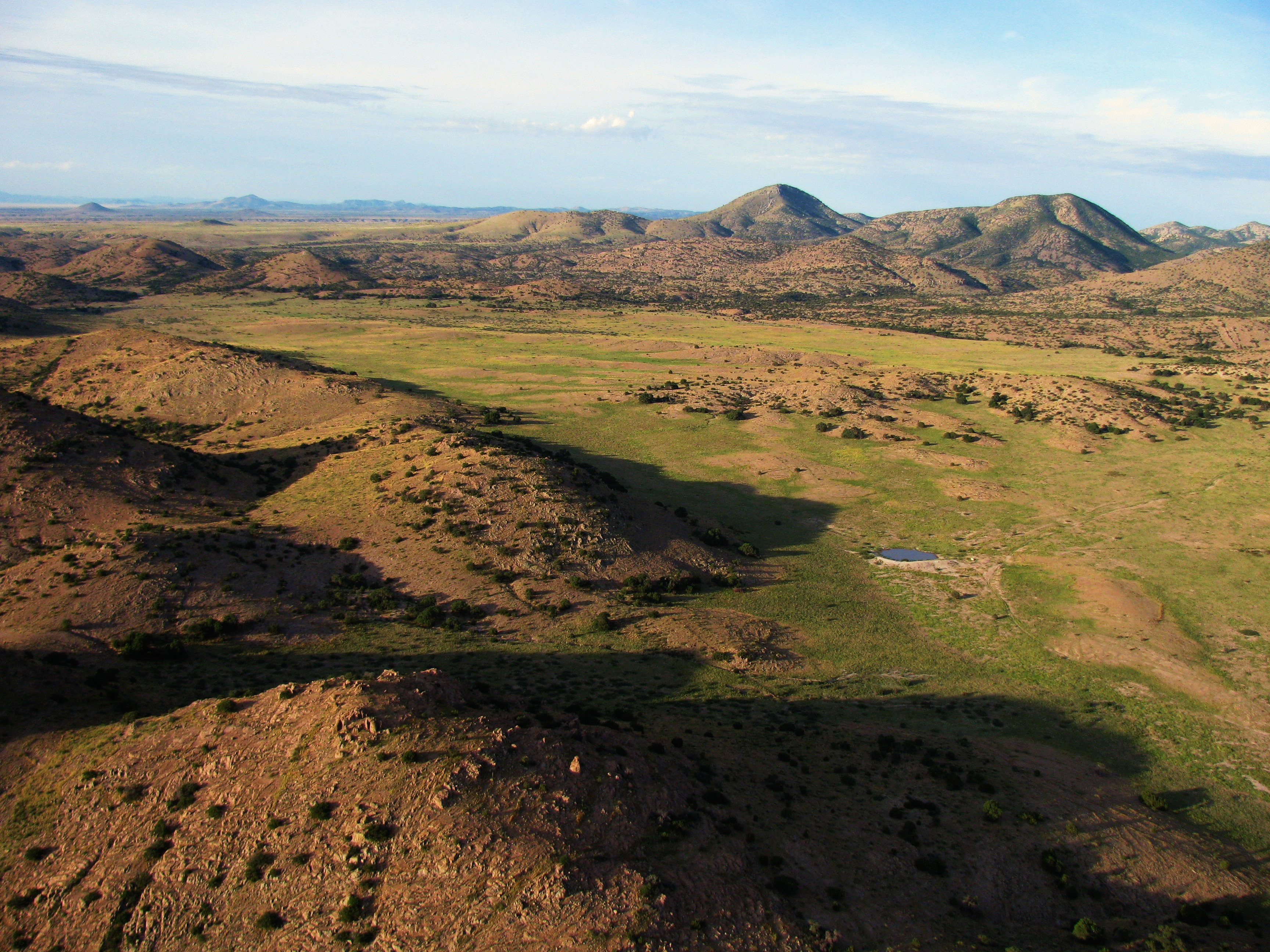
Болди-Маунтин и Блэк-Маунтин за Матернити-Мидоу, вид из долины Анимас
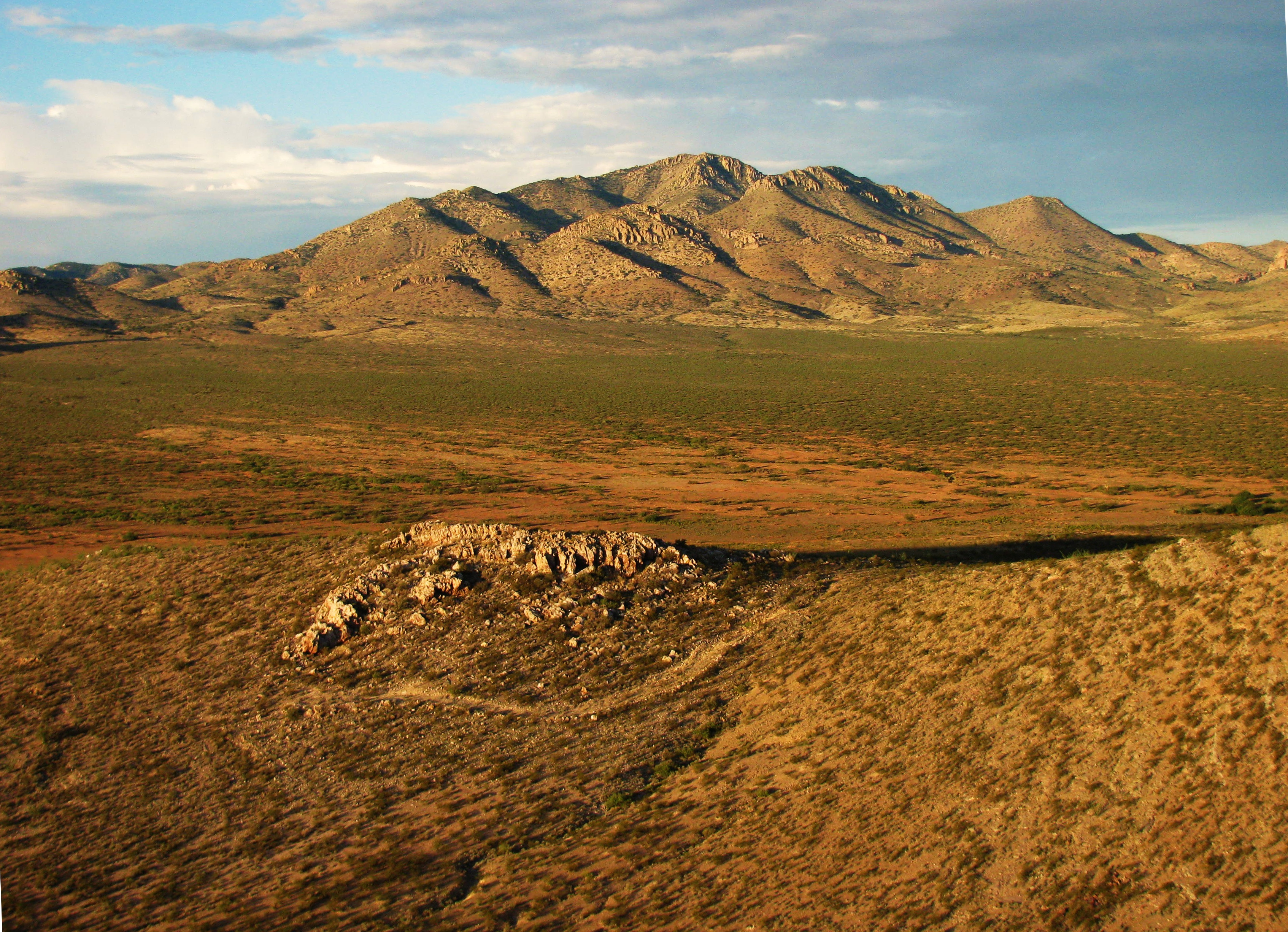
Грей-Маунтин, вид из долины Анимас
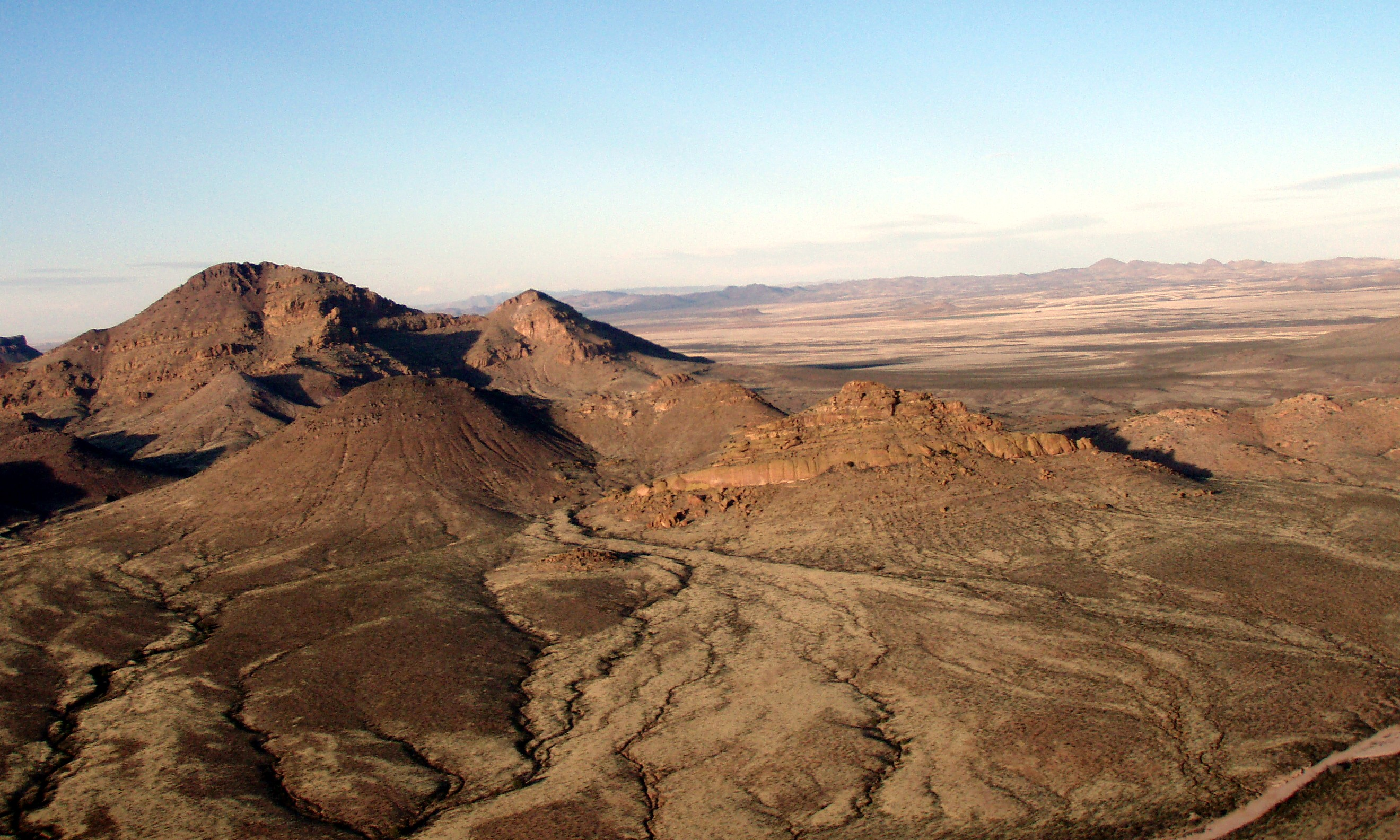
Северная сторона Перевала Антилопы в горах Пелонсильо, вид из долины Сан-Саймон